# Basketball Bundesliga de 1977–78
A Temporada 1977–78 da Basketball Bundesliga foi a 12.ª edição da principal competição de basquetebol masculino na Alemanha. A equipe do MTV 1846 Gießen conquistou o seu quinto título nacional.

## Equipes participantes
| Clube             | Localização   |
| ----------------- | ------------- |
| TuS 04 Leverkusen | Leverkusen    |
| SSC Göttingen     | Gotinga       |
| MTV 1846 Giessen  | Giessen       |
| BSC Saturn Köln   | Colônia       |
| MTV Wolfenbüttel  | Volfembutel   |
| SSV Hagen         | Hagen         |
| USC Heidelberg    | Edelberga     |
| 1. FC 01 Bamberg  | Bamberga      |
| Post SV Bayreuth  | Bayreuth      |
| TuS Aschaffenburg | Aschaffenburg |

## Classificação Fase Regular

### Temporada Regular
| Pos. | Clube             | V  | D  | Pts      | Pts+ : Pts- | Classificação   |
| ---- | ----------------- | -- | -- | -------- | ----------- | --------------- |
| 1    | USC Heidelberg    | 14 | 4  | 28:08:00 | 1652:1495   | Grupo do título |
| 2    | MTV 1846 Giessen  | 14 | 4  | 28:08:00 | 1596:1476   | Grupo do título |
| 3    | TuS 04 Leverkusen | 14 | 4  | 28:08:00 | 1752:1511   | Grupo do título |
| 4    | MTV Wolfenbüttel  | 10 | 8  | 20:16    | 1437:1366   | Grupo do título |
| 5    | SSV Hagen         | 10 | 8  | 20:16    | 1543:1413   | Grupo do título |
| 6    | ASV Köln          | 9  | 9  | 18:18    | 1497:1540   | Grupo do título |
| 7    | 1. FC 01 Bamberg  | 9  | 9  | 18:18    | 1474:1548   | Playouts        |
| 8    | SSC Göttingen     | 5  | 13 | 10:26    | 1495:1561   | Playouts        |
| 9    | Post SV Bayreuth  | 5  | 13 | 10:26    | 1484:1667   | Playouts        |
| 10   | TuS Aschaffenburg | 0  | 18 | 00:36    | 1323:1676   | Playouts        |

## Segunda Fase

### Grupo do Título
| Pos. | Clube             | V  | D  | Pts      | Pts+ : Pts- | Classificação |
| ---- | ----------------- | -- | -- | -------- | ----------- | ------------- |
| 1    | MTV 1846 Giessen  | 14 | 6  | 28:12:00 | 1692:1659   | Campeão       |
| 2    | USC Heidelberg    | 13 | 7  | 26:14:00 | 1750:1734   |               |
| 3    | TuS 04 Leverkusen | 13 | 7  | 26:14:00 | 1759:1617   |               |
| 4    | MTV Wolfenbüttel  | 8  | 12 | 16:24    | 1562:1616   |               |
| 5    | SSV Hagen         | 6  | 14 | 12:28    | 1615:1613   |               |
| 6    | ASV Köln          | 6  | 14 | 12:28:00 | 1596:1735   |               |

### Grupos de Playouts

#### Grupo Norte
| Pos. | Clube             | V | D | Pts      | Pts+ : Pts- | Classificação |
| ---- | ----------------- | - | - | -------- | ----------- | ------------- |
| 1    | SSC Göttingen     | 9 | 1 | 18:02:00 | 962:738     | Permanecem    |
| 2    | TuS Aschaffenburg | 8 | 2 | 16:04:00 | 846:731     | Permanecem    |
| 3    | FC Schalke 04     | 6 | 4 | 12:08:00 | 925:874     |               |
| 4    | MTV Wolfenbüttel  | 3 | 7 | 06:14    | 774:908     |               |
| 5    | BG 74 Göttingen   | 2 | 8 | 04:16    | 731:884     |               |
| 6    | Hamburger TB      | 2 | 8 | 4:16:00  | 745:868     |               |

#### Grupo Sul
| Pos. | Clube               | V | D | Pts      | Pts+ : Pts- | Classificação |
| ---- | ------------------- | - | - | -------- | ----------- | ------------- |
| 1    | Post SV Bayreuth    | 9 | 1 | 18:02:00 | 982:778     | Permanecem    |
| 2    | 1. FC 01 Bamberg    | 9 | 1 | 18:02:00 | 923:762     | Permanecem    |
| 3    | BG Wetzlar/Krofdorf | 5 | 5 | 10:10:00 | 821:875     |               |
| 4    | TV Eppelheim        | 5 | 5 | 10:10    | 786:845     |               |
| 5    | Eintracht Frankfurt | 1 | 9 | 02:18    | 824:874     |               |
| 6    | SV Möhringen        | 1 | 9 | 2:18:00  | 743:935     |               |

## Campeões da Basketball Bundesliga (BBL) 1977–78
| Campeões da BBL 1977–78    |
| -------------------------- |
| MTV 1846 Gießen 5.º título |

## Clubes alemães em competições europeias
| Clube             | Competição         | Resultado                                                       |
| ----------------- | ------------------ | --------------------------------------------------------------- |
| TuS 04 Leverkusen | Copa dos Campeões  | Eliminado na Fase de Grupos como 2º no Gr. B (4v - 2d)          |
| MTV Wolfenbüttel  | Copa Korać         | Eliminado na Segunda Fase por Emerson Genova (62-68;77-84)      |
| 1. FC 01 Bamberg  | Copa Korać         | Eliminado na Segunda Fase por AEK Atenas (62-68;77-84)          |
| SSV Hagen         | Copa Korać         | Eliminado na Fase de Grupos como 4º no Gr. C (1v - 5d)          |
| MTV 1846 Giessen  | FIBA Copa Europeia | Eliminado na Segunda Fase por Falcon Jeans EBBC (97-109;92-107) |